# Valerianus Minor
Licinius Valerianus (más néven Ifjabb Valerianus ) (elhunyt 268-ban)  Valerianus római császár és második felesége, Cornelia Gallonia fia volt féltestvére Gallienusnak , akinek anyja, Mariniana volt apjuk első felesége. Időnként  253 és 264 között többször is consul suffectus lett , rendes konzullá pedig 265-ben nevezték ki. 268-ban bátyja meggyilkolásának évében halt meg; Joannes Zonaras arról számolt be, hogy Rómában ölték meg , míg Eutropius és a Historia Augusta állítása szerint Mediolanumban gyilkolták meg.